# Pseudenargia algirica
Pseudenargia algirica là một loài bướm đêm trong họ Noctuidae.